# 十貫坂
座標: 北緯35度41分38.5秒 東経139度40分4.1秒 / 北緯35.694028度 東経139.667806度十貫坂（じっかんざか、じゅっかんざか）は、東京都中野区本町四丁目の十貫坂上交差点から、杉並区和田一丁目60番地先に至る、約220mの坂である。

## 概要
ゆるやかな勾配であり、鍋屋横丁に近い坂上は商店街となっているが、下るにつれて、民家・マンションが連なる住宅街となる。バス通りに十貫坂上交差点があるせいか、中野富士見町に至る中野通りの坂を十貫坂と勘違いする人が多いと、地元住民は嘆く。

## 由来
坂周辺から、十貫文の入った壷が埋められていたからとか、あるいは中野の長者が坂上から見渡せる広大な土地を十貫文で買ったから等の説がある。

## アクセス
青梅街道の鍋屋横丁交差点から鍋横通りを南西に下り、十貫坂上交差点をまっすぐ横断した一方通行の路地が、十貫坂である。
なお、道路は西行き（下り方向）の一方通行になっているため、和田方向から中野通り方向へは、車の通り抜けができない。

## 周辺
坂を下ったすぐ先に杉並能楽堂があるほか、地元企業である救心製薬の関連施設などがある。